# Stereo-isomeer
Stereo-isomeren zijn isomeren die dezelfde molecuulformule en volgorde van atomen hebben, maar met een andere ruimtelijke structuur, dus met een andere structuurformule.

## Vormen
Er bestaan twee vormen van stereo-isomerie: 
- cis-trans-isomerie
- optische isomerie

### Cis-trans-isomerie

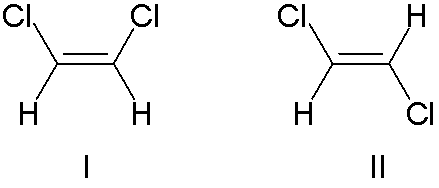
Verbinding I heet cis-1,2-dichlooretheen. Verbinding II heet trans-1,2-dichlooretheen.

Cis-trans-isomerie doet zich voor bij verbindingen met een dubbele binding tussen koolstofatomen of benzeenringen, doordat in beide gevallen de koolstof-koolstofbinding in tegenstelling tot een 'gewone' enkele binding niet vrij kan roteren. Overeenkomstige groepen aan weerszijden van een dubbele binding of zijgroepen van de ring kunnen zich aan dezelfde kant, de cisvorm, of aan de tegenoverliggende kant, de transvorm, van het molecuul bevinden.
Een voorbeeld is 1,2-dichlooretheen, dat in beide vormen voorkomt. De zes atomen ervan liggen in het molecuul in een vlak.

### Optische isomerie

Deze moleculen zijn enantiomeren, ze zijn elkaars spiegelbeeld.

Optische isomerie of enantiomerie is een vorm van stereo-isomerie die optreedt zodra een molecuul een asymmetrisch chiraal centrum bevat. Zijn de moleculen elkaars spiegelbeeld, dan wordt ze enantiomeren genoemd. Zijn de moleculen niet elkaars spiegelbeeld dan wordt gesproken van diastereomeren.
Het verschil tussen enantiomeren en diastereomeren kan met het volgende voorbeeld worden uitgelegd:
- een stapeltje van drie rechterhandschoenen is enantiomeer met een stapeltje van drie linkerhandschoenen. De twee stapeltjes zijn elkaars spiegelbeeld.
- een stapeltje van drie rechterhandschoenen is diastereomeer met een stapeltje van twee linker- én één rechterhandschoen. De twee stapeltjes zijn niet elkaars spiegelbeeld.

## Biochemie
De complexe processen in levende organismen zijn vaak op een stereospecificiteit gebaseerd. De verdeling tussen de verschillende isomeren is zodoende niet willekeurig.